# Trust (Elvis Costello)
Trust è un album in studio di Elvis Costello & The Attractions, pubblicato nel 1981; è il quinto per Costello e il quarto con il suo gruppo.

## Tracce
1. Clubland – 3:42
2. Lovers Walk – 2:17
3. You'll Never Be a Man – 2:56
4. Pretty Words – 3:11
5. Strict Time – 2:40
6. Luxembourg – 2:26
7. Watch Your Step – 2:57
8. New Lace Sleeves – 3:45
9. From a Whisper to a Scream – 2:54
10. Different Finger – 1:58
11. White Knuckles – 3:47
12. Shot with His Own Gun – 3:30
13. Fish 'n' Chip Paper – 2:55
14. Big Sister's Clothes – 2:11

## Formazione
- Elvis Costello - voce, chitarra, tutti gli strumenti in Big Sister's Clothes
- Steve Nieve - piano, organo
- Bruce Thomas - basso
- Pete Thomas - batteria
- Glenn Tilbrook - voce in From a Whisper to a Scream
- Martin Belmont - chitarra in From a Whisper to a Scream
- Billy Bremner